# Yoshito Sugamoto
Yoshito Sugamoto (菅本儀人 Sugamoto Yoshito?) (16 de mayo de 1973) es un luchador profesional japonés, más conocido por su nombre artístico Gamma. Sugamoto es famoso por su trabajo en Osaka Pro Wrestling y Dragon Gate.

## Carrera
Yoshito Sugamoto fue boxeador tras haber practicado boxeo y culturismo, se interesó por la lucha libre profesional y recibió entrenamiento en Michinoku Pro Dojo, finalizando su formación con Super Delfín en Osaka Pro Wrestling.

### Michinoku Pro Wrestling (1996)
Sugamoto debutó en Michinoku Pro Wrestling en 1996 al lado de Makoto Saito y Susumu Mochizuki, siendo usados principalmente como jobbers. A finales de año, los tres dejaron la empresa.

### Osaka Pro Wrestling (1999-2005)
En 1999, Sugamoto fue contratado por Osaka Pro Wrestling, donde compitió bajo su nombre real, usando la personalidad de un rebelde punk. Inicialmente luchando en combates de bajo perfil sin muchas victorias, Sugamoto consiguió fama más tarde y participó en el torneo Tennozan 2000, donde llegó a la segunda ronda tras derrotar a Super Demekin, pero siendo eliminado poco después por Super Delfín. 
A principios de 2001, Sugamoto adoptó el nombre de Gamma y se convirtió en el principal heel de la empresa, heredando de Dick Togo el liderato del stable FLUXxx, con Big Boss MA-G-MA y Daio QUALLT como sus secuaces. A partir de ello, Gamma tuvo una larga serie de victorias, haciendo equipo con QUALLT para participar en el Osaka Tag Festival 2001 y ganarlo después de vencer a Super Delfín & Takehiro Murahama, consiguiendo así los Campeonatos en Parejas de la OPW. El dúo conservaría poco tiempo los títulos, debido a que debieron ser dejados vacantes por una lesión de Daio. Poco después, Gamma ganó el Campeonato de la OPW venciendo a Super Delfín, reteniéndolo un año entero antes de perderlo de nuevo ante él. Tras ello, a finales de 2002, MA-G-MA y QUALLT traicionaron a Gamma, expulsándolo del grupo; el equipo sería renombrado Kishiwada Gurentai, y conocería nuevos miembros como Black Tigers y Goa. Gamma, ahora convertido en face, entró en un feudo con sus antiguos compañeros.
En 2003, Gamma se alió con Takehiro Murahama para enfrentarse a Kishiwada Gurentai, junto con otros luchadores. Murahama y él participaron en el Osaka Tag Festival 2003, en el que lograron llegar a la final, pero fueron derrotados por Billy Ken Kid & Tsubasa. Tras ello, Murahama y Gamma se aliaron con Tigers Mask, Black Buffalo y otros a fin de presentar batalla contra MA-G-MA y los suyos; sin embargo, Buffalo se uniría a ellos tras un tiempo. A mediados de 2004, Gamma & Takehiro Murahama compitieron en el Osaka Tag Festival, siendo derrotados en la primera ronda por Big Boss MA-G-MA & Black Buffalo. Tras conseguir poco éxito en el torneo Tennozan, en el que fue derrotado por Tigers Mask, Gamma dejó la empresa.
Más tarde, Gamma haría algunas apariciones esporádicas bajo una máscara y con el nombre de Kishiwada King.

### Pro Wrestling ZERO1 (2005)
Tras su salida de OPW, Gamma fue contratado por Pro Wrestling ZERO1, debutando en un combate por equipos con Kohei Sato & Ryoji Sai para derrotar a Osamu Namiguchi & Emblem (Masato Tanaka & Shinjiro Otani). Más tarde, Gamma compitió en el Tenka-Ichi Junior Tournament, logrando resultados mixtos; tras ello, formó un equipo con Alex Shelley.

### Dragondoor (2005-2006)
A finales de 2005, Gamma debutó en la recién creada promoción Dragondoor. Gamma se presentó como el nuevo integrante de STONED, un grupo dirigido por Kagetora. Sin embargo, Gamma fue liberado de su contrato debido al pronto cierre de Dragondoor, moviéndose por su cuenta a Dragon Gate poco después.

### Dragon Gate (2006-presente)
El 19 de marzo de 2006, Gamma debutó en Dragon Gate, siendo traído por su amigo Magnitude Kishiwada para cubrir su hueco en el stable Blood Generation, debido a tener que retirarse temporalmente por una lesión. Sin embargo, Gamma no fue bien visto ni por los fanes ni por el líder del grupo, CIMA, debido a ser un luchador ajeno a Dragon Gate que no había sido probado; empeorando la situación, la fuerte y rebelde personalidad de Gamma devolvía a los demás todo el desprecio que éstos le profesaban, escupiendo frecuentemente a sus oponentes a modo de ataque y rompiendo las normas a la menor oportunidad. Por ello, tras del choque de egos entre CIMA y él, Gamma fue expulsado del grupo. Naruki Doi, Masato Yoshino y Naoki Tanizaki, descontentos con esta decisión, siguieron a Gamma y produjeron que el grupo se partiera en dos, con CIMA, Don Fujii y Shingo Takagi en el otro lado. En abril, Gamma & Doi derrotaron a CIMA & Fujii para ganar los derechos sobre el nombre de Blood Generation, pero inmediatamente renunciaron a ellos y fundaron la facción Muscle Outlaw'z, con Doi y Gamma como líderes. Por ello, Gamma entró en un feudo con CIMA. El grupo se amplió cuando Magnitude Kishiwada volvió de su lesión y se alió con Gamma, seguido por Genki Horiguchi -quien acababa de salir de Do FIXER- y Kinta Tamaoka, quien se convirtió en el árbitro privado del grupo. En noviembre Gamma, Doi & Yoshino derrotaron a Final M2K (K-ness, Susumu Yokosuka & Masato Onodera), para ganar el Open the Triangle Championship, el cual retuvieron durante un mes antes de perderlo ante PoS.HEARTS (Anthony W. Mori, BxB Hulk & Super Shisa) para recuperarlo ante ellos en poco tiempo. Sin embargo, volvieron a perderlo ante Typhoon (CIMA, Ryo Saito & Susumu Yokosuka), pero gracias a la ayuda de Magnitude Kishiwada, Muscle Outlaw'z volvió a ganar el campeonato, aunque lo perderían de nuevo ante ellos.
En septiembre de 2007, después de que Tamaoka y sus erráticos ataques con polvos para cegar al enemigo hubieran causado accidentalmente varias derrotas a Muscle Outlaw'z -especialmente una en la que Gamma y Tamaoka perdieron su pelo en un combate contra CIMA & Dragon Kid-, Gamma retó al árbitro a un combate en el que el perdedor sería expulsado del grupo. Sorprendentemente, el grupo ayudó a Kinta durante la lucha y Gamma perdió el combate, siendo expelido de la facción, y finalmente terminando su contrato con Dragon Gate. Sin embargo, el contrato fue restablecido y un mes más tarde Gamma hizo su aparición en medio de una reyerta entre Muscle Outlaw'z, Typhoon y New Hazard, uniéndose aparentemente con Typhoon y su líder CIMA, su antiguo líder en Blood Generation. No obstante, esto resultó ser una trampa cuando Gamma atacó a CIMA desprevenidamente y volvió a Muscle Outlaw'z, de donde Kinta Tamaoka fue expulsado en un nuevo cambio de opinión de sus miembros. Las protestas de Kinta condujeron a una lucha entre Gamma, Yoshino & Horiguchi de Muscle Outlaw'z y los tres árbitros de Dragon Gate (Tamaoka, Takayuki Yagi & Tatsunori Ohya), con Yasushi Kanda como árbitro especial, pero durante el combate, Kanda atacó a los árbitros y produjo su derrota, entrando en Muscle Outlaw'z como su nuevo miembro. Poco después, Gamma participó en el torneo King Of Gate 2007, donde resultó vencedor al derrotar finalmente a CIMA en lo que fue comentada como una polémica decisión del árbitro.
Con su victoria en King of Gate, Gamma consiguió un combate por el Open the Dream Gate Championship contra CIMA, pero fue derrotado y no consiguió ganar el título. Tras el combate, sorprendiendo al público, Gamma felicitó a CIMA y estrechó su mano, cerrando el feudo entre ellos y manifestando su respeto por él. Semanas más tarde, Gamma participó en un torneo por el Open the Brave Gate Championship, el cual ganó después de derrotar a PAC, El Blazer y Anthony W. Mori en sendos combates, pero su actuación no acabó ahí: Gamma modificó el cinturón del campeonato y lo renombró "Open the Gamma Gate Championship", defendiéndolo en varios combates mediante astutas estrategias que concordaban con las reglas que él mismo había impuesto sobre el cinturón. Al mismo tiempo, el grupo Muscle Outlaw'z sufrió una escisión y varios de sus miembros abandonaron el equipo; por ello, Gamma y los heels del grupo se unieron a YAMATO, Cyber Kong & Shingo Takagi, antiguos miembros de New Hazard, para formar la nueva facción Real Hazard, que ganaría el Open the Triangle Gate Championship al derrotar Gamma, Takagi & YAMATO a BxB Hulk, Masato Yoshino & Naruki Doi. Sin embargo, Gamma perdería ambos títulos cuando el grupo fue derrotado por Tozawa-juku (Kenichiro Arai, Taku Iwasa & Shinobu) y cuando él mismo fue vencido por Dr. Muscle, quien restauró el nombre y aspecto anterior del título. 
Debido al advenimiento de Killer Hulk, la (kayfabe) personalidad malvada de BxB Hulk, Gamma introdujo su propio alter ego, Gamma Daio (Gamma 大王 Gamma Daio?, Gran Rey Gamma), para enfrentarse a él. Como Gamma Daio, Sugamoto utilizaba abundante maquillaje blanco y lentillas del mismo color para dar una grotesca imagen muy similar a la de The Boogeyman, y sus movimientos erráticos y temperamento sádico y violento le probaron como un rival para Killer Hulk. A pesar de ello, Gamma Daio fue derrotado por cuenta fuera cuando no puede levantarse tras atravesar una mesa. De vuelta a su personalidad habitual, Gamma, YAMATO & Yasushi Kanda recuperaron brevemente el Open the Triangle Gate, pero lo perdieron ante Masaaki Mochizuki, Don Fujii & Magnitude Kishiwada. Gamma culpó a Kanda y sus pocas acertadas intervenciones de esta derrota, lo que produjo un combate contra él para definir quién sería expulsado del grupo. Gamma ganó el combate, pero aun así Kenichiro Arai azuzó a Real Hazard contra él y de nuevo Gamma fue traicionado y defenestrado.
Tras su expulsión, Gamma comenzó a mostrar su lado face por primera vez en su carrera. En febrero de 2009, Gamma ayudó a Susumu Yokosuka cuando estaba siendo apaleado por su hasta entonces compañero Ryo Saito, ahora miembro de Real Hazard. Con un enemigo común, Gamma & Yokosuka se aliaron para enfrentarse a los miembros de Real Hazard, retando a sus miembros YAMATO & Cyber Kong a un combate por sus Open The Twin Gate Championship, con la esipulación de que si Gamma perdía sería expulsado definitivamente de Dragon Gate. Sin embargo, Gamma & Yokosuka ganaron el combate con ayuda de KAGETORA, miembro de Real Hazard, y consiguieron los títulos. Posteriormente, Gamma dio el paso final hacia su papel de face cuando se alió con su viejo amigo y rival CIMA, para formar, con KAGETORA y Yokosuka, el grupo WARRIORS-5. CIMA, KAGETORA & Gamma ganaron el Open the Triangle Gate Championship de Shingo Takagi, Taku Iwasa & Dragon Kid, aunque un mes más tarde Yokosuka y él perderían sus títulos en parejas ante Ryo Saito & Genki Horiguchi. Otro mes después perdieron también el Open the Triangle Gate contra Masato Yoshino, BxB Hulk & PAC.
En enero de 2010, CIMA colgó varios comentarios en su blog en los que (kayfabe) insultaba a los luchadores de Osaka Pro Wrestling, lo que ocasionó que LOV, el principal grupo heel de OPW, dirigido por Tigers Mask & Black Buffalo, invadiese Dragon Gate para atacarle, y retarle a ir a su empresa para responder ante ellos. Semanas después, Gamma intervino en un show de OPW para atacar a Tigers, y confirmó que CIMA estaría allí el siguiente evento. Sin embargo, cuando llegó esta fecha, Gamma dijo haber dicho "Shisa" y "Shima", con lo que fue Super Shisa el que le acompañó, enfureciendo a los de Osaka. Para más inri, Gamma aparecería vistiendo una máscara como la de Super Delfín, el fundador de OPW, y después de interrumpir el combate declaró que no se rebajaría más volviendo a una empresa pequeña como Osaka Pro, retándoles de nuevo a ir a por él Dragon Gate. A partir de ello, las intervenciones de una empresa en otra se hicieron periódicas. Por esas fechas, CIMA & Gamma -quienes ya recibieron el nombre de dúo de Osaka06- ganaron el Open the Twin Gate Championship ante WORLD-1 (Masato Yoshino & Naruki Doi), pero lo perdieron poco después ane Shingo Takagi & Cyber Kong. Sin perder impulso, WARRIORS-5 ganó el Open the Triangle Gate Championship contra Deep Drunkers (Kzy, Takuya Sugawara & Yasushi Kanda), pero fueron atacados por Tigers Mask y los de Osaka Pro durante una de sus luchas, lo que les supuso una pérdida temporal del título ante WORLD-1. CIMA, Gamma & Horiguchi conservaron el campeonato ante Tigers Mask, Black Buffalo & The Bodyguard, pero Tigers acabó ganando el enfrentamiento cuando derrotó a CIMA para llevarse tanto el OPW Championship como el Open the Brave Gate Championship a Osaka Pro Wrestling. El Brave Gate Championship permanecería un tiempo en Osaka, hasta que fue ganado por Masato Yoshino para ser llevado de vuelta a Dragon Gate.
Durante la Summer Adventure Tag League IV de 2010, Osaka06 compitió encarnizadamente en ella contra equipos como Knesuka (K-ness & Susumu Yokosuka) y WORLD-1 (Masato Yoshino & Naruki Doi), pero no lograron llegar a la final. El fracaso en el torneo comenzó a causar fricción entre Gamma y CIMA, ya que mientras que CIMA prefirió dedicarse a su carrera individual, Gamma pujaba por seguir compitiendo en equipo. Después de perder el Triangle Championship ante Naoki Tanizaki, Takuya Sugawara & Yasushi Kanda, CIMA espetó a Gamma que se encontrase otro compañero, cosa que Gamma hizo: su compañero fue Naruki Doi, quien acababa de convertirse en heel. La elección puso a WARRIORS en contra de Gamma y éste se deshizo de ellos, ganando el Open the Twin Gate contra Knesuka y formando un grupo con Naruki llamado Team Doi. Además, debido a su feudo con K-ness y Yokosuka, Gamma recuperó su alter ego de "Gamma Daio" y derrotó a K-ness, quien había usado el suyo de "Darkness Dragon"; además, Doi y él les derrotaron finalmente para ganar el Open the Twin Gate Championship, si bien lo perdieron en poco contra MochiFujii (Don Fujii & Masaaki Mochizuki). Durante ese tiempo, una serie de luchadores con máscaras habían comenzado a asaltar a otros equipos de Dragon Gate a lo largo de semanas sin que nadie consiguiese aclarar quienes eran, hasta que finalmente se revelaron: se trataba de Team Doi y WARRIORS en comunión, algo que nadie esperaba. CIMA mismo apareció para declarar que toda la traición de Gamma había sido un montaje para despistar al resto de luchadores de Dragon Gate y que éstos no se percatasen de la venida de un nuevo equipo, y anunció que el nombre de la nueva agrupación sería Blood WARRIORS. Gamma permaneció con ellos durante meses, pero en mayo, una rebelión ocurrió en el seno del grupo y Doi intentó expulsar a CIMA, un acto que Gamma, sorprendentemente, apoyó; pero, en realidad, Doi actuaba bajo las órdenes de CIMA y fue Gamma el expulsado, siendo atacado por todos los miembros y abandonado en el ring, mientras Kzy le sustituía en Blood WARRIORS. Por ello, poco después Gamma se unió a JUNCTION THREE, el grupo de Masaaki Mochizuki, opuesto a ellos.

## En lucha
- Movimientos finales
  - Blitzen[1][2] (Crucifix sitout facebuster) - 2001-presente
  - Blitzen B4[1] (Diving crucifix sitout facebuster) - 2001-presente
  - Nadare-Shiki Tombstone Piledriver[1] (Diving kneeling belly to belly piledriver) - 2007-presente
  - Skytwister Press[1][2] (Diving corkscrew moonsault) - 2006-presente
  - Gamma Special[1][2] (Over the shoulder back to belly piledriver) - 2006-presente; parodiado de CIMA
  - Gamma Special Meteora[9] (Diving double knee drop a los hombros de un oponente sentado) - 2009-presente; adoptado de CIMA
  - Gamma Special Gekokujoh[2] (Diving elbow drop) - 2006-2009; parodiado de Yasushi Kanda
  - Gamma Slash[10] (High-speed vertical suplex slam) - 1999-2004
  - Bridging German suplex[11] - 1996-1999

- Movimientos de firma
  - Flashback[1][2] / Sugache Swinging Drop[12] (Belly to belly wheelbarrow facebuster)
  - Psycho Death Lock[1][2] / Sugache Clutch[13] (Inverted Indian deathlock camel clutch)
  - Evian[1][2] (Asian mist con agua, a veces para neutralizar otros ataques con líquidos y polvos)
  - Sweet Angel's Kiss[1][2] (Gamma escupe en sus manos y las frota contra la cara de un oponente atrapado en las cuerdas del rincón)
  - Osuikougeki[14] (Gamma escupe agua sobre el rostro de un oponente sentado en el rincón)
  - Kurotto Bomb[1] (Powerbomb transicionado en sitout facebuster)
  - Gammasuke Clutch[15] / G9 Clutch[16] (Arm trap somersault cradle pin)
  - Belly to back suplex
  - Boston crab
  - Bridging full Nelson suplex[10]
  - Bridging German suplex[11]
  - Corner-to-corner missile dropkick
  - Cross armbar[17]
  - Diving headbutt[11]
  - Dropkick, a veces desde una posición elevada
  - Enzugiri[10]
  - Eye poke
  - Hurricanrana, a veces invertida
  - Kip-up
  - Kneeling belly to belly piledriver[17]
  - Múltiples shinai shots
  - Running lariat
  - Second rope springboard moonsault, a veces hacia fuera del ring
  - Spinning heel kick
  - Springboard frog splash[18]
  - Standing moonsault
  - Standing powerbomb[17]
  - STF
  - Suicide dive
  - Superkick
  - Triangle choke[19]

- Mánagers
  - Francoise

- Apodos
  - "The Hated One"[1]

## Campeonatos y logros
- Dragon Gate
  - Dragon Gate Open the Brave Gate Championship (1 vez)
  - Dragon Gate Open the Twin Gate Championship (4 veces) - con Susumu Yokosuka (1), CIMA (2) y Naruki Doi (1)
  - Dragon Gate Open the Triangle Gate Championship (11 veces) - con Naruki Doi & Masato Yoshino (3), Naruki Doi & Magnitude Kishiwada (1), YAMATO & Shingo Takagi (1), YAMATO & Yasushi Kanda (1), CIMA & KAGETORA (1), CIMA & Genki Horiguchi (2),  YAMATO & Masato Yoshino (1) y Magnitude Kishiwada & HUB (1)
  - King of Gate (2007)

- Osaka Pro Wrestling
  - OPW Championship (1 vez)
  - OPW Tag Team Championship (1 vez) - con Daio QUALLT
  - Osaka Pro Tag Festival (2001) - con Daio QUALLT
  - Trios Cup Tournament (2002) - con Tsubasa & Black Buffalo

- Pro Wrestling Illustrated
  - Situado en el Nº225 en los PWI 500 de 2002[20]